# Storia di Ragusa

## Miti e Leggende
Dafni figura della mitologia greca, era un pastore di Ragusa. Fu l'inventore del canto bucolico con l'aiuto della zampogna. Molti scrittori antichi definirono la terra dei lotofagi descritta nell'Odissea compresa tra il fiume Ippari e la città di Kamarina: sub-colonia degli antichi siracusani, fondata nel VI sec. a.C.

## Preistoria
Il nucleo abitativo di Ragusa ha origini antichissime, nella zona di Fontana Nuova, nei pressi di Marina di Ragusa, spetta il primato del più antico ritrovamento di testimonianze umane finora scoperto in Sicilia: in una grotta sono state ritrovate alcuni raschiatoi e lame da taglio in pietra scheggiata, risalenti a 60.000 anni fa. Sono presenti inoltre a Ragusa numerose tracce di frequentazione in età neolitica. Sono presenti nel territorio dei villaggi preistorici risalenti alla Facies Castellucciana, probabilmente abitati dagli antichi sicani. Sono state trovate le prove dell'attività mineraria dei castellucciani; gallerie scavate con l'uso delle mazze di basalto permettevano l'estrazione e la produzione delle richiestissime selci. Queste popolazioni autoctone furono probabilmente sterminate dai siculi, popolo molto più avanzato che colonizzò la Sicilia orientale nel 1000 a.C.

## Origini del territorio ragusano. Il periodo siculo e greco-siceliota

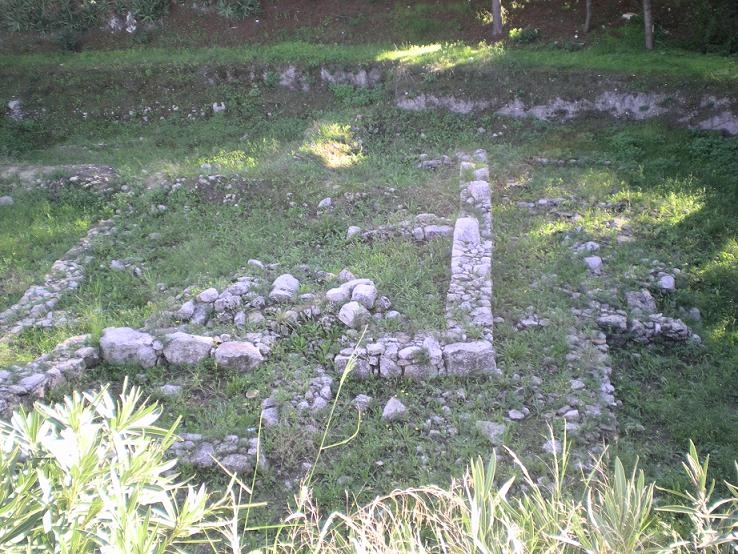
Scavi archeologici a Ragusa Ibla

Nonostante il nome di Ragusa appaia solamente dall'epoca bizantina, antiche necropoli d'epoca arcaica furono ritrovate sul suolo urbano, e in base a tali reperti archeologici si è ipotizzato la presenza di una delle numerose Ibla d'origine Sicula.
Quella ragusana si pensa potesse essere la Hybla Heraia; essa secondo diversi storici vuol dire Hybla Minore o Piccola Hybla, mentre secondo altri pareri sarebbe identificabile con l'opposto significato, ovvero Hybla Megala (Grande Hybla). Tra pareri contrastanti è stata avanzata l'ipotesi che proprio da questa antica città derivi l'attuale nome di Ragusa, trasformatosi nei secoli: da Herea in Hereusium, poi Reusia fino a giungere a Ragusa. Tuttavia non sembrano esserci fonti antiche sufficienti per confermare tale ipotesi.
L'antica Hybla Herea o Heraia si sostiene che derivasse il suo nome dalla dea sicula Hybla, dalla quale presero appellativo tutte le Ible. Alcuni studiosi sostengono che essa era la protettrice dei campi, altri invece ipotizzano che possa essere stata una divinità protettrice dell'amore e della fertilità.
La Hybla di cui si parla sorgeva in una posizione strategica, capace di resistere a potenti attacchi militari. Per queste analogie geografiche, si sostiene che essa potesse corrispondere al territorio di Ragusa Ibla - primo abitato storico della città di Ragusa - situata su un colle che va da circa 385 (i giardini iblei) ai 440 m (ex distretto militare) di altezza, circondata da tre colline che creano un muro di cinta naturale.
Attorno alle rupi fortificate della città, gli Iblei avevano intagliato tombe sepolcrali dove solevano seppellire i combattenti caduti in guerra, allo scopo di ricevere forza e protezione dagli spiriti dei loro defunti quando si trovavano a difendere la propria patria.
Plutarco narra che una delle Hyble - supponendo sia l'Heraia - venne assediata dagli Ateniesi al comando di Nicia poiché era loro avversaria, ma non riuscirono a conquistarla.
Il tiranno di Gela Ippocrate strinse d'assedio le mura di un'Ibla - ma le fonti moderne sono incerte nello stabilire di quale delle tante Ible si trattasse - nel 491 con un possente esercito. Gli Iblei, mediante una efficace ed ardita sortita fuori le mura fortificate assediate dai Gelesi, sconfissero l'esercito ed uccisero lo stesso tiranno.
I siculi, nel periodo del conflitto che li vide contrapposti alla nascente egemonia greco-siceliota, si allearono con Kamarina - colonia fondata nel VI sec. a.C. dai siracusani - quando nel 552 a.C. si ribellarono a Siracusa, nel contesto di una guerra territoriale che faceva intravedere, da quel che possiamo cogliere dalle poche fonti al riguardo, uno scenario bellico tra poleis e città-barbare dell'isola.
In un antico manoscritto, d'epoca medievale, si legge:
Non me costruxit Camerina perempta, sed auxit nunc Ragusia vocor, sed olim Ibla fui.

## Ragusa nella Sicilia Romana
Ragusa come la maggior parte delle città siciliane, faceva parte del decumano, ovvero era costretta a pagare le decime. Ciò fa pensare ad un trattamento di favore, probabilmente dovuto al fatto che la città si arrese ai Romani senza combattere. Ma la città soffri, sotto il governo dei Pretori Romani, continue violazioni e spoliazioni: l'antica Kamarina, infatti, si schierò a favore dei Cartaginesi e questo episodio, probabilmente, ebbe ripercussioni pure su Ibla. Durante l'Impero di Vespasiano e di Tito gli abitanti di Hybla da Decumani vengono dichiarati Stipendiari. Da narrazioni scritte da Plinio durante l'Impero di Traiano, si legge che "Hiblenses" et "Motycenses" (gli abitanti di Modica) sono soggetti a pagare a Roma uno stipendio fisso. A lenire le gravi sofferenze della popolazione è, secondo una tradizione, l'arrivo del Cristianesimo portato dai Santi Paolo e Luca, i quali sbarcati in località San Pieri, a causa di una grande bufera durante il loro viaggio da Malta verso Roma, trasmettono predicando il Vangelo la Fede in Cristo come Redentore dell'umanità. Il culto cristiano quindi si estende dal territorio di Kamarina lungo tutto il litorale sino a Siracusa. Un'altra leggenda vuole in proposito che in una caverna di Contrada Mastro, San Paolo abbia celebrato la prima messa di Ragusa.

## Ragusa nella Sikelia Bizantina
I Bizantini fortificarono la città costruendovi l'imponente castello che odiernamente viene chiamato castello di Ragusa Ibla, e le imponenti mura a testimonianza dell'importanza che la città aveva nel frattempo assunto.

## Ragusa nell'Emirato di Sicilia
Ragusa fu assediata per la prima volta dagli Arabi nell'844, ma gli abitanti riuscirono ad allontanare gli invasori. Nell'848 una violenta carestia causò la conquista musulmana di Ragusa. I valorosi abitanti di Ragusa scossero sovente il giogo arabo grazie anche al fortissimo castello surto o appellato, sotto la dominazione bizantina, col medesimo nome della notissima città della Dalmazia. Ma nel quarantotto si arresero senza battaglia al tristo patto di abbandonare tutta la roba ai vincitori. Nell'866 i Bizantini e la repubblica di Genova inviarono delle truppe armate per liberare la Sicilia, i ragusani insieme agli abitanti di Scicli si ribellarono nuovamente agli arabi ma questi ultimi ritornarono con forze nuove e punirono la città crudelmente. Solo nel 1061 la città si liberò del dominio arabo grazie ad una violenta ribellione, i ragusani inviarono pure dei volontari armati per aumentare le file dell'esercito del gran conte Ruggero che nel frattempo era impegnato nella conquista dell'isola.

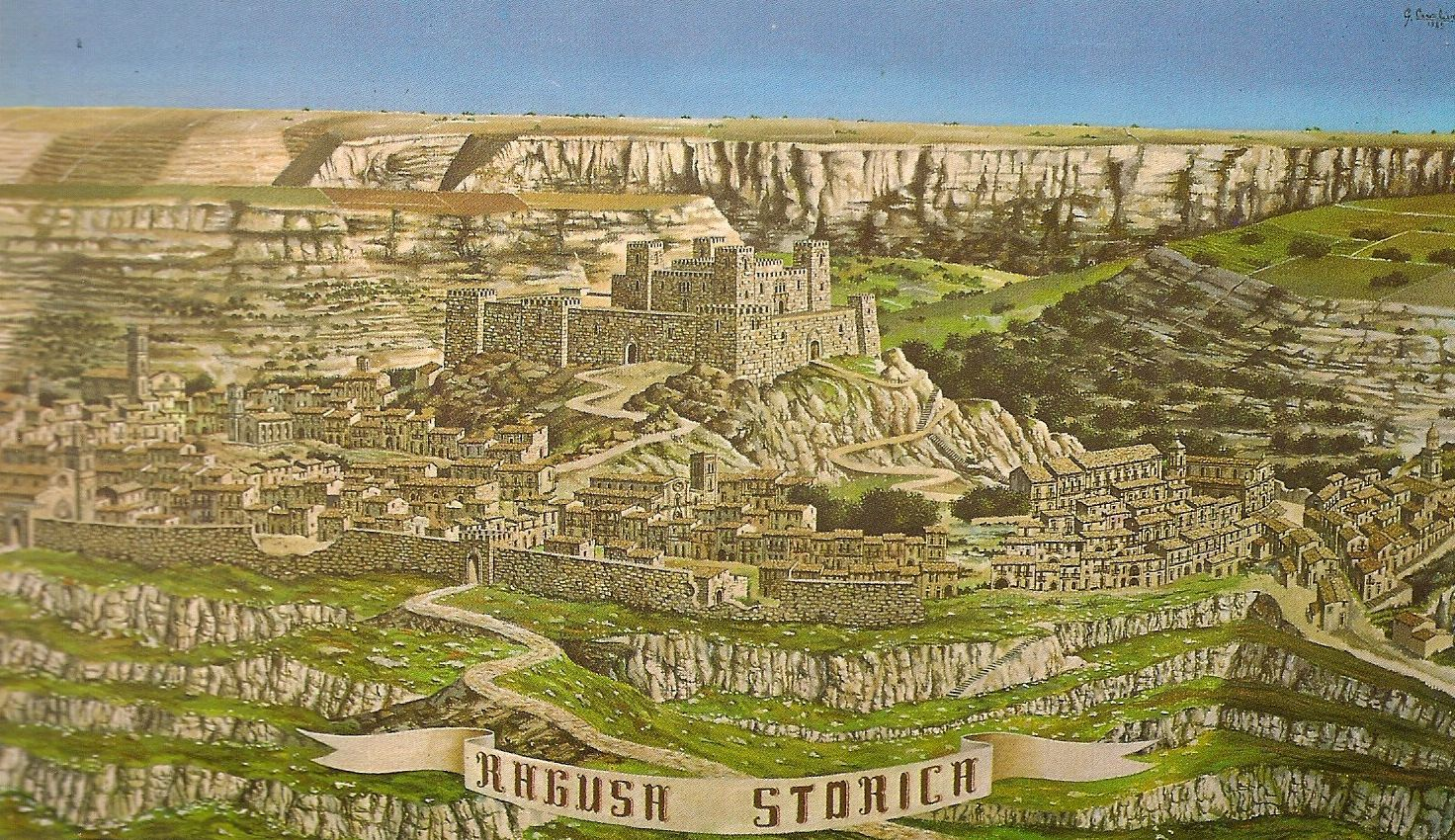
Ragusa in epoca normanna

## Ragusa nel Regno di Sicilia della Dinastia Altavilla
Intorno al 1090, la città si arricchì di una colonia di cosentini mandatavi dal conte Ruggero. Questi coloni si stabilirono fuori delle mura della città.
Nel 1091 il Gran conte Ruggero affida la signoria a suo figlio Goffredo. Esso fu fra i più intimi famigliari del padre, inoltre ricevette speciali privilegi nella gestione del feudo. Goffredo infatti come gli altri conti di Ragusa godeva della competenza feudale, percepiva le rendite e soprattutto poteva amministrare la giustizia sia civile che criminale, quello di amministrare la criminale era un privilegio che si dava solo ai pochi vassalli di cui si voleva estendere l'importanza. Secondo le testimonianze dell'epoca, Goffredo dimorava nell'antico castello d'Ibla che assomigliava ad una vera reggia, tanto la magnificenza quasi regale che vi si sfoggiava, anche per gli uffici posti che avevano competenze simili a quelli della corte reale. Infatti risiedeva il Cappellano maggiore, il notaio particolare, uno strategoto per la giustizia criminale, un vicecomite per quella civile e infine un governatore nel caso di assenza del conte. All'epoca una corte simile potevano vantarla solo il conte di Siracusa, quello di Butera, il conte Vescovo di Catania, quello di Lipari e di Paternò. Il secondo conte fu Silvestro secondogenito di Goffredo che ereditò pure la contea di Marsico, il terzo fu Guglielmo che dovette fuggire dalla Sicilia a causa della sua fedeltà al re Tancredi di Sicilia. Lo stesso imperatore di Germania Enrico VI si recò a Ragusa per eliminare ogni stirpe legata a Guglielmo III di Sicilia.
| Conti di Ragusa | Inizio del Regno | Termine del Regno |
| --------------- | ---------------- | ----------------- |
| Goffredo        | 1091             | 1120              |
| Silvestro       | 1120             | 1163              |
| Guglielmo       | 1163             | 1194              |

## Ragusa nel Regno di Sicilia della Dinastia sveva
Nel 1194, l'imperatore Enrico VI, in virtù del suo matrimonio con la regina di Sicilia Costanza d'Altavilla, diventò Re di Sicilia. Ragusa e il suo territorio furono incorporati nel pubblico demanio. Federico II popolarmente conosciuto con l'appellativo di stupor mundi successore e figlio di Enrico VI, rispettando la tradizione degli Altavilla concesse alla città l'elezione di buoni amministratori e quindi il privilegio di fregiarsi dello stemma del quale si fregia tuttora, raffigurante un'aquila ad ali aperte con rostro e piedi rossi, aventi in uno degli artigli il corno dell'abbondanza e nell'altro il caducèo, antico simbolo di pace. In seguito succedette a Federico II il figlio Corrado, al quale succedette il fratello Manfredi ma quest'ultimo fu sconfitto da Carlo d'Angiò, fratello del re di Francia.

## Ragusa sotto gli Angioini (1264-1282)
L'intera Sicilia fu governata in maniera tirannica dai nuovi sovrani francesi, che spostarono il centro del Regno di Sicilia a Napoli, tanto da suscitare la famosa rivoluzione dei Vespri Siciliani. A Ragusa la ribellione fu capeggiata dal ragusano Giovanni Prefoglio, il 5 aprile 1282 assaltò insieme ai cittadini il presidio francese uccidendo tutti i soldati. 

## Ragusa nel Regno di Sicilia della Dinastia Aragona
Dopo la cacciata dei francesi, la Sicilia divenne un regno indipendente, venne incoronato Pietro I di Sicilia, il quale rilevò Ragusa a contea, assegnandola proprio a Giovanni Prefoglio. Successe alla sua morte, nel 1282, il figlio Pietro, che morì solo due anni dopo. Gli successe il figlio Federico, che fu riconfermato Dominus di Ragusa. Anche lui però morì un anno dopo, senza eredi, nel 1286. La contea venne ereditata dalla sorella Marchisia Prefoglio in Chiaramonte, la quale diede in sposo il proprio figlio Manfredi Chiaramonte a Isabella Mosca, figlia del Conte di Modica, nel 1296, dando così vita alla Contea di Modica, che inglobò la Signoria di Ragusa, portata in dote da Manfredi alla moglie.

## La Contea di Modica
della sua città, unite le due signorie ad un’unica realtà grande festa e giorni lieti, onore a Manfredi.
Sorride in te sorride dentro te,
il viso calmo
Sorride in te sorride dentro te,
l’aspetto fiero.»
(Nicola Randone)
Manfredi Chiaramonte Signore di Ragusa andando in sposo a Isabella Mosca figlia del conte di Modica; divenne dunque Conte di Modica e riunì le due contee in una sola. Castello principale del conte rimase quello di Ragusa. I conti Chiaramonte erano dunque Conti di Modica e Signori di Ragusa, Comitatus Moahc et terre Ragusie Domini. Essi furono otto: Manfredi I, Giovanni, Manfredi II, Simone, Federico, Matteo, Manfredi III, Andrea. Grazie a loro Ragusa ritornò a godere di quella autonomia concessa ai primi conti normanni, inoltre la contea di Modica assunse le caratteristiche di una potenza tale da essere considerata Uno stato nello stato. Essi più volte ebbero il coraggio di disubbidire agli ordini del re, conservando ugualmente il potere nella contea. Andrea Chiaramonte temendo per l'indipendenza della contea si oppose violentemente al conte di Luna Martino il Giovane (figlio del futuro re d'Aragona Martino il Vecchio), che sbarcò in Sicilia con un esercito comandato dal generale Bernardo Cabrera, ma Martino riuscì ad impadronirsi dell'isola e fece decapitare Andrea a Palermo.
I Chiaramonte dunque ebbero come prima signoria proprio Ragusa, ma essa contrariamente alle altre città dell'isola era abitata da tanti altri Signori discendenti dai vari cavalieri normanni al servizio di Goffredo. Questi antichi feudatari vantavano un'antica nobiltà e origine normanna al pari dei Chiaramonte, dunque essi erano tenuti solo a prestare il dovuto servizio militare al conte che poteva essere definito un primus inter pares.
| Conti di Ragusa e della Contea di Modica | Inizio del Regno | Termine del Regno |
| ---------------------------------------- | ---------------- | ----------------- |
| Manfredi                                 | 1296             | 1321              |
| Giovanni II                              | 1321             | 1342              |
| Manfredi II                              | 1342             | 1353              |
| Simone                                   | 1353             | 1357              |
| Federico III                             | 1357             | 1364              |
| Matteo                                   | 1364             | 1377              |
| Manfredi III                             | 1377             | 1391              |
| Andrea                                   | 1391             | 1392              |

### Bernardo Cabrera e Giovanni Bernardo Cabrera a Ragusa
(Re Martino)
Con il diploma del 20 giugno del 1392, il re di Sicilia Martino I concesse a Bernardo Cabrera la Contea di Modica.
Quest'ultimo si stabilì nell'antico castello di Ragusa, abitato prima dai Chiaramonte, e che assicurava al Cabrera stessa protezione militare, ma un maggiore sfarzo rispetto a quello di Modica. I ragusani fedeli ai Chiaramonte si ribellarono, ma la rivolta fu soppressa nel sangue, a Ragusa come a Modica. I ribelli furono imprigionati, torturati e uccisi. Il nuovo conte godeva di un esercito privato, dotato di armi da fuoco (le prime in Sicilia), nonostante la ribellione elevò Ragusa al massimo prestigio. Essendo del tutto autonoma la contea, il Cabrera comandò più del re, proprio per questo fu chiamato il piccolo re. Sotto di lui la contea si allargò sino a comprendere le seguenti città: Ragusa (residenza del conte), Modica (sede istituzionale della Contea), Scicli, Ispica, Pozzallo, Santa Croce, Comiso, Biscari, Chiaramonte, Giarratana, Monterosso e il territorio di Vittoria (allora questa città non era stata ancora fondata), cioè l'attuale territorio della provincia di Ragusa. Il conte alla fine amato dai ragusani mori di peste e fu seppellito per sua volontà nel 1423 nell'antica chiesa di San Giorgio a Ragusa. Tumulus Comitis Bernardi Cabrera vis primum domini comitatu lector amicae vis regum stirpem celebremque sophum siste pedem; claudit Bernardi tumba Cabrera hic voluit jacent molliter ossa sua. Dopo la morte di Bernardo succedette il figlio Giovanni Cabrera, quest'ultimo amministrò la contea in maniera pessima, nel 1447 i ragusani ormai esausti dalla pessima gestione del conte si ribellarono, assaltarono il castello e bruciarono l'archivio feudale distruggendo inconsciamente tutta la documentazione su Ragusa antica e medievale. I cittadini costrinsero il conte a trasferire la sua residenza a Modica. Ne seguì un processo che rappresenta un unicum nella storia medievale in quanto il signore di un feudo venne messo sotto accusa dai propri sudditi. Il Conte fu costretto a pagare 60000 scudi e a cambiare città di residenza, essendo stato riconosciuto colpevole di duro trattamento contro i Terrazzani. Il conte pagò e venne riconfermato nel suo status di conte con nuovo diploma di investitura di re Alfonso V d'Aragona in data 25 febbraio 1457. Proprio da lui che cominciò il famoso frazionamento dei feudi in Enfiteusi in cambio di canoni o in natura o in denaro. Fu così che cominciò il lento declino della città di Ragusa. Giovanni Cabrera mori a Ragusa nel 1466, prese il posto suo figlio Giovanni II, che visse nel castello di Modica, dove morì nel 1474, e ivi fu sepolto nella Chiesa di Santa Maria. In quell'anno la contea passò al figlio Giovanni III, detto Giannotto, il quale morì ancora minorenne sempre nel Castello di Modica nel 1477, mentre in sua vece aveva avuto l'investitura la madre Giovanna Ximenes de Foix. Morto Giannotto senza eredi, la contea fu ereditata dalla sorella Anna Cabrera, andata in sposa nel 1481 a Federico Enriquez, cugino del re d'Aragona Ferdinando il Cattolico. Alla morte della mamma della sposa, nel 1486, Anna e Federico si trasferirono in Spagna, a Valladolid, lì richiamati dal re Ferdinando il Cattolico, che conferì a Federico Enriquez, conte di Modica, il prestigioso titolo di Almirante di Castiglia, titolo ereditario riservato ai pari dei Re di Spagna. Da allora i Conti di Modica vennero nelle loro terre solo per sporadiche visite, dovute più che altro agli interessi economici da tutelare.
| Conti di Ragusa e della Contea di Modica | Inizio del Regno | Termine del Regno |
| ---------------------------------------- | ---------------- | ----------------- |
| Bernardo                                 | 1392             | 1423              |
| Giovanni Bernardo                        | 1423             | 1466              |
| Giovanni II                              | 1466             | 1474              |
| Giovanni III                             | 1474             | 1477              |
| Anna I(m. 1526) con Federico Enriquez    | 1481             | 1530              |

### Gli Enriquez-Cabrera - Gli Alvarez - I De Sylva - Gli Stuart
Dunque la Contea di Modica passò agli Enriquez-Cabrera, grazie al matrimonio nel 1481 di Federico Enriquez, primo cugino del re d'Aragona Ferdinando il Cattolico, con Anna Cabrera, contessa di Modica in quanto figlia di Giovanni II Cabrera, e sorella di Giannotto, morto prematuramente senza eredi. Le nozze furono celebrate nella Chiesa di Santa Maria del Gesù di Modica, fatta costruire per l'occasione. I coniugi abitarono nel Castello di Modica, come deciso dalla madre di Anna e scritto nei capitoli matrimoniali firmati dal Re d'Aragona, fino alla morte di Giovanna Ximenes de Foix, contessa madre, avvenuta nel 1486. Morta Anna Cabrera nel 1526, il conte Federico Enriquez (morto poi nel 1538) donò, nel 1530, la Contea di Modica al nipote Luigi I, sposato con Anna II Cabrera. Dopo il 1486 nessun componente di questa famiglia risiedette più stabilmente a Modica. Luigi II Enriquez venne a Modica ( ...neli XI del mese di iugno...arrivao nela terra di Modica, cum summo tripudio et allegrezza di tucti soi fedeli subditi et vassalli... ) nel 1564, e vi dimorò per due anni, necessari per rimisurare tutte le terre assegnate in enfiteusi, onde recuperare quelle usurpate, che poi provvide ad assegnare nuovamente, racimolando denaro contante, che poi era il solo e vero motivo per cui era venuto a Modica. In seguito, solo Giovanni Alfonso Enriquez nel 1643, mentre ricopriva la carica di Viceré di Sicilia, visitò Modica e Ragusa; a Ragusa venne accolto con grandi feste e giochi popolari simili alla corrida. In suo onore fu costruita la Porta Valter tuttora esistente. Dopo la morte di Giovanni Alfonso Enriquez la contea passò al figlio Gaspare che nel 1692 la donò al primogenito Giovan Tomaso. Quest'ultimo essendo sostenitore di Carlo d'Austria e contrario al re di Spagna Filippo V venne condannato a morte e alla confisca dei beni. Fu così che la contea nel 1702 dopo molti secoli d'indipendenza venne incorporata nel pubblico demanio. Nel 1713, in seguito al Trattato di Utrecht che assegnava il Regno di Sicilia a Vittorio Amedeo di Savoia, Filippo V di Spagna riuscì a mantenere l'autonomia del territorio della Contea di Modica, mantenendola in suo possesso come fosse un feudatario! Nel 1720, passato il Regno di Sicilia all'Austria, la Contea ne seguì il destino. Ma nel 1729 fu riammesso nel suo possesso, da parte dell'Imperatore Carlo VI d'Austria, Pasquale Enriquez Cabrera, che la tenne fino alla morte, sopraggiunta nel 1740. Da questo momento, essendo oramai al potere a Napoli i Borboni (dal 1734), la Contea continuò ad esistere solo nominalmente, ma anche quest'ultimo privilegio venne soppresso nel 1816 quando i Borboni abolirono il feudalesimo, emanando la nuova Costituzione.
| Conti della Contea di Modica                                            | Inizio del Regno | Termine del Regno |
| ----------------------------------------------------------------------- | ---------------- | ----------------- |
| Federico Enriquez(m. 1538) con Anna Cabrera I                           | 1481             | 1530              |
| Luigi I Enriquez con Anna Cabrera II                                    | 1530             | 1565              |
| Luigi II Enriquez con Anna Maria Mendoza                                | 1565             | 1596              |
| Ludovico Enriquez Mendoza con Vittoria Colonna                          | 1597             | 1600              |
| Giovanni Alfonso Enriquez Colonna con Luisa Sandoval                    | 1601             | 1647              |
| Giovanni Gaspare Enriquez Sandoval con Elvira Lorenzo de Toledo         | 1648             | 1692              |
| Giovanni Tommaso Enriquez Lorenzo con Caterina Anna La Cerda di Segorve | 1692             | 1702              |
| La contea viene incorporata nel demanio                                 | 1702             | 1713              |
| re Filippo V                                                            | 1713             | 1720              |
| Pasquale Enriquez Almanza                                               | 1729             | 1740              |
| Maria Teresa Alvarez Enriquez con il Conte Guelves de Sylva y Mendoza   | 1742             | 1755              |
| Ferdinando de Sylva Alvarez Toledo                                      | 1755             | 1776              |
| Maria del Pilar Teresa de Sylva Alvarez                                 | 1776             | 1804              |
| La contea viene incorporata nel demanio                                 | 1804             | 1813              |
| Carlo Michele Fitz James Stuart y Stolberg                              | 1813             | 1835              |
| Giacomo Luigi Fitz James Stuart                                         | 1835             | 1881              |
| Giacomo Fitz James Stuart                                               | 1881             | 1881              |

### Il Terremoto
(Proverbio Acese)
Il terremoto del Val di Noto dell'11 gennaio 1693 rappresenta, assieme al terremoto del 1908, l'evento catastrofico di maggiori dimensioni che abbia colpito la Sicilia Orientale in tempi storici e sicuramente uno dei maggiori di tutta la storia sismica della penisola italiana. L'evento sismico ha provocato la distruzione totale di oltre 45 centri abitati, interessando con effetti pari o superiori al IX grado MCS (scala Mercalli) una superficie di circa 5600 km² e causando un numero complessivo di circa 60.000 vittime e raggiungendo in alcune aree l'XI grado MCS. Lo sciame sismico con le scosse di assestamento, anche forti, si protrasse ancora per circa 2 anni con un numero elevatissimo di repliche (circa 1500 eventi).
La notte tra il 9 e il 10 gennaio 1693, fu avvertita una forte scossa di terremoto, che provocò un grande timore tra i ragusani. La notte seguente per paura di una replica, non restarono nelle loro case ma passarono la notte nei campi affrontando una rigida nottata all'aperto, (a gennaio spesso la temperatura notturna scende sotto lo zero, specie nell'altopiano che era la residenza di molti ragusani). Non si udirono altre scosse per cui nella mattinata di domenica 11 gennaio ritornarono contenti in città e molti si recarono nelle chiese per ringraziare Dio. Ma la prima scossa distruttiva arrivò proprio alle 9 del mattino, alle 13,30 si senti un tremendo boato, la terra tremò (XI grado scala Mercalli) e Ragusa antica e medievale venne completamente distrutta. Morirono cinquemila ragusani su una popolazione di circa dodicimila.

### La ricostruzione
Dopo aver sepolto degnamente le migliaia di cittadini morti, recuperate dalle macerie gli oggetti ancora indenni, si pensò immediatamente alla ricostruzione della città. Si tenne dunque un gran consiglio in cui vennero prese in esame tre proposte: la prima prevedeva la ricostruzione nello stesso sito della città distrutta (Ibla). La seconda prevedeva la ricostruzione nella contrada del Patro, ovvero la collina che dolcemente si eleva ad ovest d'Ibla; infine la terza proposta contemplava la riedificazione della città verso sud in contrada Cutalia, un tenimentum di terre infeudato il 12 gennaio 1634 ad Antonino Distefano, ma all'epoca del sisma in possesso di Filippo Distefano barone di Cutalia. La terza proposta fu subito scartata in quanto prevedeva il sito in una zona troppo lontana, invece si accese la polemica attorno alle altre due ipotesi. Alcuni cittadini capeggiati dal ceto nobiliare, conservatore e legato alla tradizione, decisero di ricostruire la città nell'antico sito, mentre altri guidati dal ceto borghese ed imprenditoriale, più ardito e riformista, decisero di ricostruire nel nuovo sito di contrada Patro. Molti storiografi si sono chiesti il motivo di questa divisione dei due centri abitati, caso unico in tutto il vasto comprensorio del Val di Noto. Secondo le più avanzate ricerche documentarie, dietro alla singolare scelta non ci fu solamente un conflitto di interessi tra i nuovi ceti imprenditoriali agricoli, i cosiddetti massari, quasi una borghesia ante litteram e l'antica nobiltà, ma ci fu anche un forte contrasto tra gruppi di famiglie che da circa un secolo si contendevano il dominio della città. Infatti a partire dalla fine del XVI secolo il conte non risiedeva più a Ragusa ma a Modica e le antiche famiglie nobili ragusane erano in costante lotta, esistevano dunque due specie di partiti i Sangiovannari e i Sangiorgiari, rispettivamente appartenenti alle due chiese più antiche della città: San Giovanni e San Giorgio. Infatti allora il potere ecclesiastico era strettamente unito a quello politico ed economico, per cui ogni partito difendeva i propri interessi.

#### Il nuovo abitato
Cu' iurici, iurati e straticò.
Baruni Lieggiu va tracciannu strati,
e Gialofru cunsigghia comu po'.
Ma virrà iornu ca st'Ebrei vattiati
Si farannu lu Papa a muoru sò.»
Con giudici, giurati e comandanti.
Il barone Leggio progetta le strade,
e Garofalo consiglia come può.
Ma verrà un giorno che questi Ebrei battezzati
Si faranno un Papa a modo loro.»
(Ritornello Ragusano)
Nell'estate del 1693 il procuratore generale della contea, don Antonio Romeo y Anderas visitò la città per rendersi conto dei danni. In quell'occasione i cittadini proposero al procuratore l'edificazione nell'abitato del Patro; il procuratore accettò subito la richiesta: "Riconoscendo il sito assai commodo per la fabbricatione sia per la salubrità dell'aere, come per la pianura di sito, commodità dell'acqua, abbondanza delle pietre et altre necessarie circostanze per una commoda abbitatione". Dunque la riedificazione cominciò con la posa della prima pietra della nuova chiesa di San Giovanni il 13 aprile 1694. Tutte le più alte cariche della Contea presenziarono alla cerimonia e lo stesso procuratore generale, in segno di devozione, pose nella buca alcune monete d'oro. Con questa fastosa cerimonia iniziò l'edificazione del nuovo centro urbano, secondo un modello urbanistico a maglia ortogonale. Il maggiore artefice del progetto fu il barone Mario Leggio Schininà insieme alla collaborazione del suo consigliere dott. Ignazio Garofalo. Il nuovo abitato si sviluppò in maniera rapida tanto che nel 1702 una relazione inviata dal commissario del Viceré afferma che "Nel nuovo sito del Patro in questi anni sono state costruite numerose buone case abitate da circa duemila persone, con una pianta ricca di strade larghe e piazze simile a quella di Catania". Ma lo sviluppò continuò durante tutto il XVIII secolo ed il successivo XIX a metà del quale il nuovo abitato aveva una popolazione superiore ai trentamila abitanti. Nel 1843 con la costruzione del Ponte Vecchio la città si poté sviluppare pure verso sud, il ponte infatti permetteva di superare l'ostacolo naturale della vallata S. Domenica.

#### Il vecchio abitato
La ricostruzione del vecchio abitato fu un po' più lenta, anche perché molte strutture non erano del tutto demolite. Solo nel 1738 venne decisa la ricostruzione della chiesa di San Giorgio spostandola in una posizione più centrale, esattamente nel sito dove sorgeva l'antica chiesa di San Nicola fatta dai bizantini ormai completamente rovinata. Dunque venne incaricato l'architetto Rosario Gagliardi che realizzò la nuova chiesa di San Giorgio e il 25 ottobre 1739 venne posta la prima pietra. Si riedificarono pure tutti gli antichi palazzi delle famiglie più in vista della città come quelli del duca di S. Filippo, Arezzo Grimaldi, poi La Rocca e tanti altri. Nel 1858 si costrui pure il Circolo di Conversazione, l'ultimo intervento di rilievo avvenne agli inizi del XX secolo con la costruzione della strada Castello vecchio, che provocò lo sventramento del palazzo del duca S. Filippo e l'edificazione di tutta l'area in cui giacevano le antiche rovine del castello su il quale sorse il grande edificio del Distretto militare.

## Considerazioni socio-economiche della Contea
La contea fin dall'epoca normanna aveva ottenuto la divisione delle terre in enfiteusi, non si ebbe mai la presenza del latifondo e la popolazione fu meno soggetta a tasse o tributi vessatori come nel resto delle altre baronie siciliane. I primi conti furono molto generosi e lungimiranti, mentre gli ultimi anche se non risiedevano più nella contea, ebbero in ogni caso una particolare attenzione: la contea governata da un conte lontano con generosità da sovrano, come scrive il Garofalo. Sempre grazie agli antichi privilegi normanni, la contea possedeva un'amministrazione simile a quella di uno Stato sovrano. Vi risiedeva infatti, in Modica, un governatore, un tribunale di Gran Corte ed una curia di appello per le cause civili e penali, un Avvocato e un procuratore fiscale, un protomedico, un protonotaio, il maestro giurato, il maestro portolano, il maestro segreto e un plotone di Alabardieri. Inoltre si aveva la facoltà di nominare notai e aromatari, i contadini potevano essere decorati degli ordini cavallereschi, anche di quello esclusivo dei Gerosolimitani e potevano trasmettere il titolo ai loro successori. Ogni stacco di terra aveva infisso il prezzo da pagare, il possessore non poteva essere in alcun modo espulso se non che alla mancanza di un pagamento. Gli eredi subentravano dopo la morte del possidente; se non c'erano eredi, il terreno poteva essere comprato da terzi. Alcuni conti tentarono di ridimensionare questo ben ordinato sistema di economia agricola, ma la fermezza dei contadini affermò le concessioni perpetue, pure a costo di continui aumenti del canone agricolo.

## Regno di Sicilia sotto i borbone
Nel 1812 con la nuova Costituzione del Regno di Sicilia Ragusa viene inclusa nel nuovo distretto di Modica. Con una legge varata l'11 ottobre 1817 che riformò la ripartizione territoriale del Regno delle Due Sicilie a seguito della fusione della corona napoletana con quella siciliana, il distretto fu inserito nella provincia di Noto.

## Ragusa fascista
(Benito Mussolini, Telegramma del 6 dicembre 1926)

Torre Littoria a Ragusa

Agli inizi del XX secolo anche nel ragusano si diffusero le idee socialiste in modo particolarmente forte rispetto alla regione, da molti storici fascisti Ragusa fu descritta come "un feudo dei rossi, non dissimile da quello di Bologna". A causa di una forte dialettica politica, a Ragusa si impose il fascismo, provocando una risposta violenta analoga a quella padana. Il 29 gennaio 1921 un gruppo di fascisti distrusse il circolo socialista di Vittoria, uccidendo un uomo e ferendone dieci e due mesi dopo a Ragusa furono uccise quattro persone e sessanta rimasero ferite. La città fu la prima siciliana ad avere dato vita questo movimento politico, a tal punto che nella Torre littoria edificata per volere dello stesso Mussolini fu incisa la seguente frase: "Fascismo ibleo Tu primo a sorgere nella generosa terra di Sicilia". In seguito, nel 1927 grazie a Filippo Pennavaria, noto esponente fascista, Ragusa venne istituita provincia. Durante la Seconda guerra mondiale la città venne scossa improvvisamente dai bombardamenti, a partire dal 1942 e per tutto il 1943, a causa della presenza dell'aeroporto militare di Comiso; dalla sua pista partivano i cacciabombardieri dell'Asse. Nel 1943 la costa iblea fu poi teatro dello Sbarco in Sicilia da parte degli Alleati, ritornando comunque rapidamente alla normalità alla fine della guerra. Il 4 gennaio 1945, la giovane Maria Occhipinti diede origine ad una rivolta popolare di protesta contro il richiamo alle armi: la donna, incinta di cinque mesi, si stese a terra, davanti ad un camion militare; in tutta la città scoppiò una violenta sommossa, soprattutto nelle zone più popolari e in particolare nel quartiere soprannominato Russia. La calma fu ristabilita rapidamente non senza feriti e molti ragusani vennero incarcerati o espulsi dalla città. Il 1º ottobre 1955, con regolare bolla pontificia, la città è stata eretta alla dignità di diocesi, ricavandone il territorio dall'arcidiocesi di Siracusa e dalla diocesi di Noto.

## Ragusa oggi
Oggi Ragusa si presenta come una città dinamica e benestante: è sede di numerose aziende ed enti ed è inoltre il più importante polo finanziario del meridione per la presenza della BAPR, che è la quarta banca popolare italiana. Dagli anni novanta l'economia ragusana si sta sviluppando verso il settore industriale che è tuttora in rapida crescita in controtendenza rispetto alla situazione italiana; la scarsa presenza d'infrastrutture ha limitato la grande potenzialità di questo territorio che comunque rimane l'area export più importante della sicilia, inoltre la città dal 1993 è sede universitaria. L'11 gennaio del 2006, in ricorrenza del devastante terremoto del 1693, il presidente della repubblica, l'on. Carlo Azeglio Ciampi, ha visitato la città e la provincia.
(Carlo Azeglio Ciampi, Albo d'Onore del comune di Ragusa)